# Sorin Năcuță
Sorin Năcuță (n. 23 octombrie 1969, Pașcani, Iași, România) este un deputat român, ales în 2020 din partea PNL. 